# Felipe Campanholi Martins
Felipe Campanholi Martins (Engenheiro Beltrão, Microrregión de Campo Mourão, Brasil, 30 de septiembre de 1990), también conocido simplemente como Felipe, es un futbolista brasileño que también posee la nacionalidad italiana. Juega de centrocampista y su equipo actual es el FC Cascavel (PR).

## Trayectoria

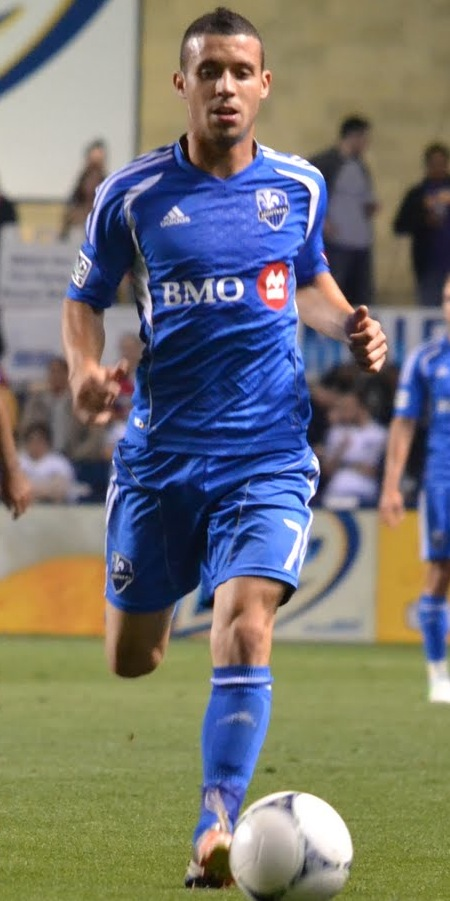
Martins en 2012, jugando para el Montreal Impact.

Comenzó su trayectoria futbolística en Italia, jugando en el equipo de la tercera división Calcio Padova. Anteriormente, había pasado por la cantera de diversos clubes brasileños, como Catarinense o Campo Grande. Desde 2009 hasta 2011 pasó por diversos clubes de Suiza. En su tres temporadas en el F. C. Lugano, Martins jugó cincuenta partidos y anotó siete goles.
El 21 de diciembre de 2011 fue transferido al Montreal Impact. Con la camiseta de este equipo, Martins ganó el Campeonato Canadiense de 2013, donde marcó un gol en el encuentro final ante Vancouver Whitecaps. El Montreal Impact también ganó el Campeonato Canadiense del siguiente año, donde en el partido final Martins marcó nuevamente un gol, esta vez al Toronto F. C. El 27 de enero de 2015 se hizo oficial su fichaje al New York Red Bulls.
El 7 de febrero de 2022, Martins fichó por el Austin FC de la Major League Soccer.

## Clubes
| Club                   | País           | Año           |
| ---------------------- | -------------- | ------------- |
| Calcio Padova          | Italia         | 2008          |
| F. C. Winterthur       | Suiza          | 2009          |
| F. C. Lugano           | Suiza          | 2009-2011     |
| F. C. Wohlen           | Suiza          | 2011          |
| Montreal Impact        | Canadá         | 2011-2014     |
| New York Red Bulls     | Estados Unidos | 2015-2018     |
| Vancouver Whitecaps FC | Canadá         | 2018-2019     |
| D.C. United            | Estados Unidos | 2019-2021     |
| Austin FC              | Estados Unidos | 2022          |
| Orlando City           | Estados Unidos | 2023-2024     |
| FC Cascavel (PR)       | Brasil         | 2025-presente |